# NGC 6764
NGC 6764 est une galaxie spirale barrée située dans la constellation du Cygne. Sa vitesse par rapport au fond diffus cosmologique est de 2 264 ± 11 km/s, ce qui correspond à une distance de Hubble de 33,4 ± 2,3 Mpc (∼109 millions d'al). NGC 6764 a été découverte par l'astronome américain Lewis Swift en 1885.
La classe de luminosité de NGC 6764 est II-III et elle présente une large raie HI. Elle est une galaxie active de type Seyfert 2, ainsi qu'une galaxie LINER, c'est-à-dire une galaxie dont le noyau présente un spectre d'émission caractérisé par de larges raies d'atomes faiblement ionisés. NGC 6764 émet dans l'infrarouge. Sa luminosité dans l'infrarouge lointain (de 40 à 400 µm) est égale à 7,94 × 109 {\displaystyle L_{\odot }} (109,9{\displaystyle L_{\odot }}) et sa luminosité totale dans l'infrarouge (de 8 à 1 000 µm) est de 9,77 × 109 {\displaystyle L_{\odot }} (109,99{\displaystyle L_{\odot }}).
À ce jour, 18 mesures non basées sur le décalage vers le rouge (redshift) donnent une distance de 27,978 ± 5,865 Mpc (∼91,3 millions d'al), ce qui est à l'intérieur des valeurs de la distance de Hubble. Notons que c'est avec la valeur moyenne des mesures indépendantes, lorsqu'elles existent, que la base de données NASA/IPAC calcule le diamètre d'une galaxie et qu'en conséquence le diamètre de NGC 6764 pourrait être d'environ 23,3 kpc (∼76 000 al) si on utilisait la distance de Hubble pour le calculer.

## Caractéristiques

### Galaxie à sursauts d'étoiles
NGC 6764 présente une importante activité de formation stellaire récente autour de son noyau, ainsi qu'une forte concentration de gaz moléculaires. Ces derniers, dont la masse totale est estimée à 7x108 M☉, semblent être éjectés par les vents stellaires du récent sursaut d’étoiles. Des observations plus en détails de cette région de la galaxie début 2000, suggèrent que ce sursaut soit issu : soit d'une formation continue d'étoiles de ~0,3 masse solaire/an depuis le dernier milliard d'années, soit qu'il s'agit en fait de deux sursauts bien distincts, avec des âges de 5 millions et 20 millions d'années environ,.
On pense aussi que ce sursaut d’étoiles est très probablement responsable de la présence de quelques milliers d’étoiles de Wolf-Rayet dans le noyau de NGC 6764.

### Bulles radio
En 2006 a  été découverte dans NGC 6764, grâce à des observations des radiotélescopes GMRT et Very Large Array (VLA), la présence de deux bulles bipolaires d’émission radio non thermique, s'étendant jusqu’à environ 1,1 et 1,5 kpc sur les côtés nord et sud de la galaxie. Des observations à haute résolution ont aussi révélé une source compacte, probablement associée au noyau de la galaxie, et un possible jet radio vers le sud-ouest.
Le télescope spatial Chandra y a également détecté en 2008 une émission de rayons X coïncidant spatialement avec les bulles radio à l’échelle kiloparsec. Cet émission provient probablement de gaz chaud, qui peut être contenu dans les bulles radio ou dans une coquille de gaz chaud qui les entoure. Ces observations ont aussi mis en évidence un second jet que l'on pense présenter un lien étroit avec les bulles radio, peut être même à l'origine de ces dernières (du moins pour la bulle Sud).

## Galerie

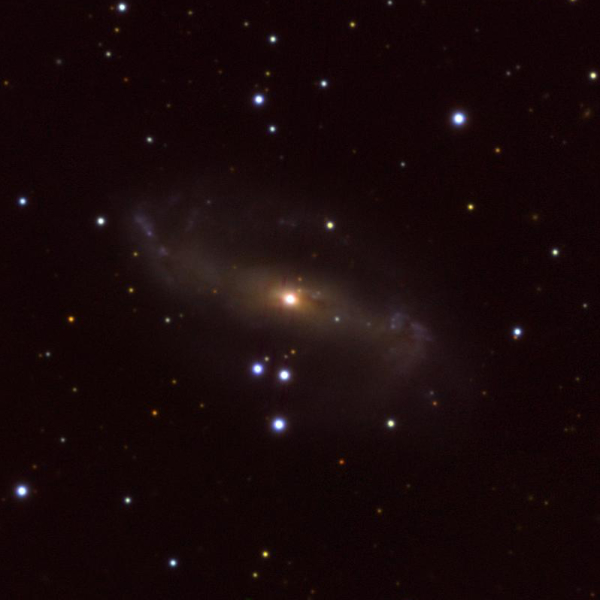
NGC 6764 vue dans le domaine des infrarouges.